# Caxambu

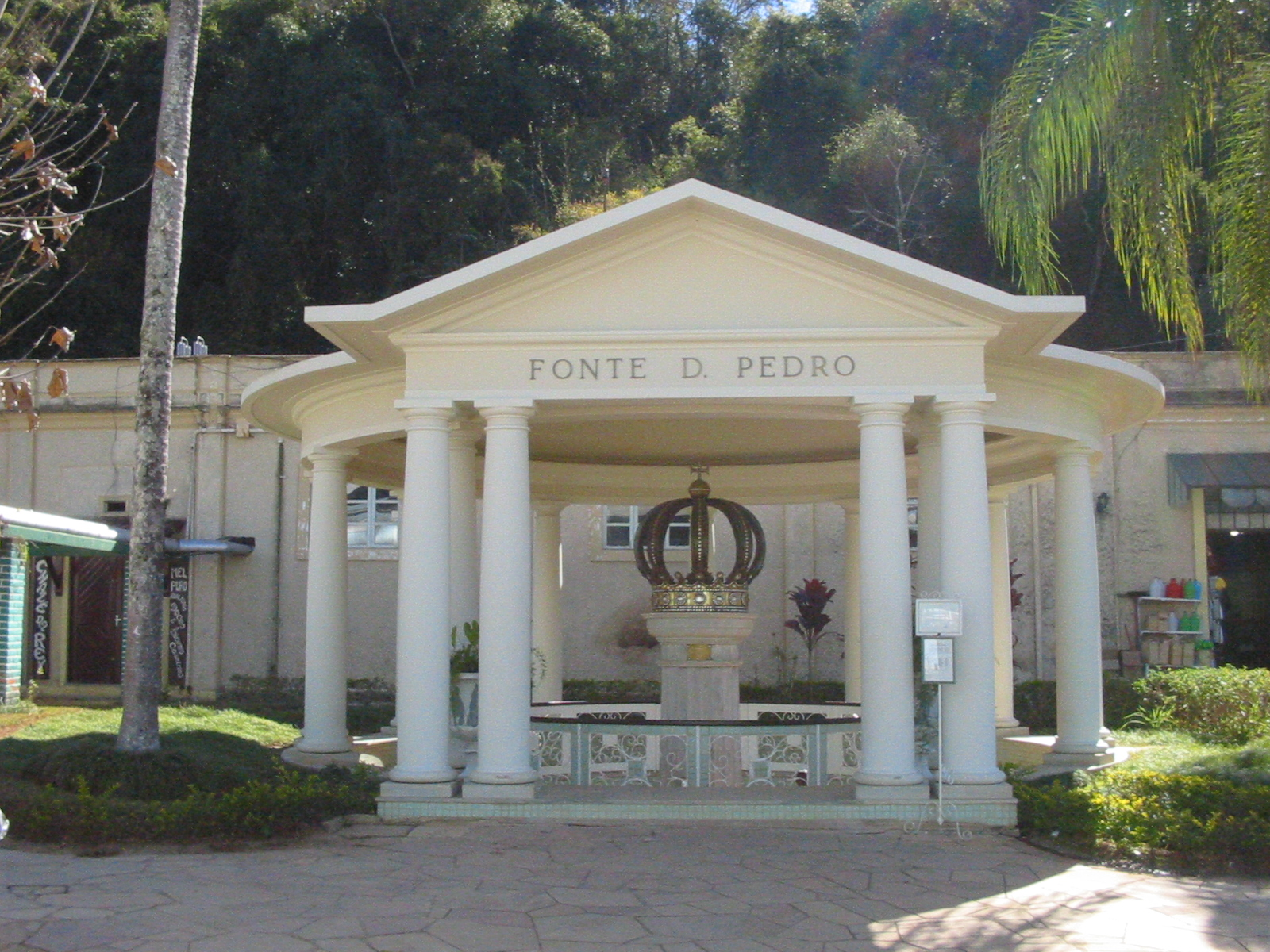
A famosa fonte D. Pedro, no parque das águas em arquitetura com mistura de estilos, notadamente o neoclássico, e em seu interior tem uma coluna com uma réplica gigante da coroa de D. Pedro II.

Caxambu é um município brasileiro no sul do estado de Minas Gerais. De acordo com a estimativa do Instituto Brasileiro de Geografia e Estatística, em 2022 sua população era de 21 056habitantes.

## Topônimo
A palavra "Caxambu" tem etimologia discutida. Existem várias interpretações:
- teve origem do termo catã-mbu, que, no dialeto tupi dos antigos habitantes cataguás que habitavam a região, significa "água que borbulha" ou "bolhas a ferver".[carece de fontes?]
- tem origem no termo tupi kaxabu, que significa "mandacaru";[8]
- tem origem no termo de origem africana "caxambu", que designa:
  - um grande tambor;
  - um gênero musical;
  - um gênero de dança;
  - cartas que ficam viradas uma para outra no ato de embaralhar;[9]
  - morro em forma de tambor.[10]

## História
Toda a atual região do sul do estado de Minas Gerais era território habitado pelos índios puris até a chegada dos primeiros europeus à região, a partir do século XVI.[carece de fontes?]
Em 1674, o Bandeirante Lourenço Castanho Taques, seguindo a trilha de Jacques Félix, vindo de Pinheiro ao Rio Verde, avistou o Morro de Caxambum, habitado na época pelos índios cataguases. Em 1711, era conhecida como Cachambu. No ano de 1714, Caxambu era uma paragem conhecida como Cachumbu, sítio onde morava Alferes Alberto Pires Ribeiro. Neste período "As Minas Gerais" pertenciam a capitania de São Paulo e foram divididas em três Comarcas, sendo Caxambu pertencente à Comarca do Rio das Mortes (São João del-Rei). Quando assim fizeram, a divisa entre a Comarca do Rio das Mortes e da Vila de Santo Antônio de Guaratinguetá foi colocada no alto do Morro de Cachumbu (do livro "Datas e Fatos da Terra do Rio Verde", do historiador Benefredo de Sousa). Com a criação da Capitania Independente de Minas Gerais, em 2 de dezembro de 1720, era natural que permanecessem os mesmos limites, cabendo, à Capitania de São Paulo, toda a área das bacias dos rios Grande, Verde e Sapucaí. Afirma o historiador Hilton Federici, em seu livro "Histórias do Cruzeiro", que "furtivamente, os membros da Câmara de São João del-Rei fizeram mudar a posição do marco, levando-o para o alto da Serra da Mantiqueira".
Em 1814, conta-se que existiam apenas duas fazendas no povoado: a das Palmeiras e a Caxambu. Dizem que foi nesta época que descobriram a existência das fontes. Caxambu é famosa por suas ligações com a Família Imperial Brasileira, quando a própria Princesa Isabel e seu esposo Conde d'Eu, em 1868, vieram atraídos pela fama das águas. A princesa buscava a cura de sua infertilidade. Através das águas ferruginosas da fonte, hoje denominada Princesa Isabel e Conde d'Eu, a princesa curou-se de sua anemia e engravidou. Assim, ela mandou erguer, na cidade, a Igreja de Santa Isabel da Hungria, em agradecimento por ter sido curada. Em 1875, a cidade tornou-se Distrito de Baependi e a qualidade de suas águas foi reconhecida, tendo a sua exploração sido concedida pelo governo de Minas Gerais a empresas particulares.
Em 16 de setembro de 1901 a Lei Estadual nº 319, que criou diversos municípios no estado, determina a criação do município de Caxambu, composto dos distritos de Caxambu e Soledade, acrescido de parte do território do município da Cristina, do qual fora desmembrado.

Em 18 de setembro de 1915, a Lei Estadual n.º 663 eleva a Vila de Caxambu à categoria de cidade.
Até o ano de 1938, o município abrangia até a área da atual cidade de Soledade de Minas. Em Caxambu, também estiveram outras figuras brasileiras importantes, como Rui Barbosa, que, admirado com a beleza do local, escreveu o poema "Medicina entre Flores".

## Geografia
Clima
Com altitude de 895 metros, tem clima tropical de altitude, com média compensada anual de 20 °C. Confirma-se, assim, seu status na classificação para clima tropical, segundo a escala internacional de Köppen, como Cwb ("C" para média das temperaturas dos três meses mais frios do ano ser superior a três graus Celsius negativos e inferior a 18 °C  no mês mais frio, "w" para invernos secos e "b" para temperatura média do mês mais quente ser inferior ou igual a 22 graus centígrados).
Segundo dados do Instituto Nacional de Meteorologia (INMET), referentes ao período de 1961 a 1969, 1976 a 1986, 1988 a 1989 e 1991 a 2003, a menor temperatura registrada em Caxambu foi de −2,8 °C em 23 de julho de 1962. A temperatura também ficou negativa em 1° de junho de 1979, com mínima de −1,3 °C. Já a máxima histórica atingiu 40 °C em novembro de 1993, nos dias 16 e 17, e em 3 de fevereiro de 1994. O maior acumulado de precipitação em 24 horas foi de 226 milímetros (mm) em 2 de janeiro de 2000. Dezembro de 1983, com 762,6 mm, foi o mês de maior precipitação.
| Dados climatológicos para Caxambu | Dados climatológicos para Caxambu | Dados climatológicos para Caxambu | Dados climatológicos para Caxambu | Dados climatológicos para Caxambu | Dados climatológicos para Caxambu | Dados climatológicos para Caxambu | Dados climatológicos para Caxambu | Dados climatológicos para Caxambu | Dados climatológicos para Caxambu | Dados climatológicos para Caxambu | Dados climatológicos para Caxambu | Dados climatológicos para Caxambu | Dados climatológicos para Caxambu |
| Mês | Jan                               | Fev                               | Mar                               | Abr                               | Mai                               | Jun                               | Jul                               | Ago                               | Set                               | Out                               | Nov                               | Dez                               | Ano                               |
| --- | --------------------------------- | --------------------------------- | --------------------------------- | --------------------------------- | --------------------------------- | --------------------------------- | --------------------------------- | --------------------------------- | --------------------------------- | --------------------------------- | --------------------------------- | --------------------------------- | --------------------------------- |
| Temperatura máxima recorde (°C) | 39,7                              | 40                                | 35,6                              | 32,4                              | 30,2                              | 29,9                              | 30                                | 33,2                              | 39,6                              | 37                                | 40                                | 39,8                              | 40                                |
| Temperatura máxima média (°C) | 28,7                              | 29,5                              | 28,6                              | 27,5                              | 25,4                              | 24,1                              | 24,9                              | 26,4                              | 27,2                              | 28,1                              | 28,5                              | 28,3                              | 27,3                              |
| Temperatura média compensada (°C) | 22,5                              | 22,7                              | 22,1                              | 20,9                              | 18,3                              | 16,5                              | 17,1                              | 18,3                              | 20                                | 21                                | 21,7                              | 21,7                              | 20,2                              |
| Temperatura mínima média (°C) | 16,6                              | 16,3                              | 15,7                              | 14                                | 10,9                              | 8,2                               | 8,7                               | 9,9                               | 12,5                              | 14,1                              | 15,2                              | 15,8                              | 13,2                              |
| Temperatura mínima recorde (°C) | 8,1                               | 9,6                               | 8                                 | 4,4                               | 0,2                               | −1,3                              | −2,8                              | 0,1                               | 3,6                               | 6,1                               | 5,8                               | 6,8                               | −2,8                              |
| Precipitação (mm) | 324,3                             | 211,4                             | 196,4                             | 72,3                              | 63,4                              | 30                                | 13,3                              | 15,7                              | 83,5                              | 121,3                             | 209,3                             | 333,4                             | 1 674,3                           |
| Dias com precipitação (≥ 1 mm) | 17                                | 13                                | 13                                | 6                                 | 5                                 | 2                                 | 2                                 | 3                                 | 7                                 | 9                                 | 13                                | 17                                | 107                               |
| Umidade relativa compensada (%) | 75,5                              | 73,9                              | 74,9                              | 72,5                              | 73                                | 69,6                              | 67,3                              | 65,1                              | 66,1                              | 68,9                              | 71,1                              | 75,6                              | 71,1                              |
| Fonte: Instituto Nacional de Meteorologia (INMET) (normal climatológica de 1981-2010; recordes de temperatura: 01/01/1961 a 31/12/1969, 01/08/1976 a 31/12/1986, 01/01/1988 a 31/12/1989 e 01/01/1991 a 31/01/2003) |                                   |                                   |                                   |                                   |                                   |                                   |                                   |                                   |                                   |                                   |                                   |                                   |                                   |

## Atrações turísticas
Caxambu situa-se nas montanhas do sul de Minas Gerais, na região da Serra da Mantiqueira. A pequena cidade concentra o maior complexo hidromineral do mundo, com doze fontes de água mineral com propriedades diferentes, a maioria delas concentradas no Parque das Águas Doutor Lisandro Carneiro Guimarães, tombado pelo Instituto Estadual do Patrimônio Histórico e Artístico de Minas Gerais.
- Vista do alto do Teleférico
- Teleférico de Caxambu
- Centro de Caxambu visto do morro do Teleférico
- Balneário de Caxambu

A cidade é servida pelo Aeroporto Fernando Levenhagem de Mello e pelo Terminal Rodoviário de Caxambu. O acesso à cidade se dá pelas rodovias BR-267 (Rod. Vital Brasil) e BR-354.
Caxambu também já foi servida por transporte ferroviário entre os anos de 1891 e 1972, quando era cortada pela Linha da Barra da Rede Mineira de Viação, que a ligava às cidades de Soledade de Minas, Aiuruoca (até 1972), Santa Rita de Jacutinga (até 1970) e ao município fluminense de Barra do Piraí (até 1961).
A ferrovia foi desativada e extinta localmente no ano de 1972, o que gera controvérsias até os dias atuais, pois tratava-se de uma linha essencial economicamente para a cidade, sobretudo no ramo turístico.
Atualmente, a Antiga Estação Ferroviária de Caxambu abriga o Centro Cultural e Profissional Estação Ferroviária, inaugurado após sua reforma em 2019, sendo também um ponto turístico da cidade.